# Nassaji Mazandaran Football Club
Maillots
Le Nassaji Mazandaran Football Club (en persan : باشگاه فوتبال نساجی مازندران), plus couramment abrégé en Nassaji, est un club iranien de football fondé en 1959 et basé à Qaem Shahr.
Nassaji a l'une des assistances moyennes les plus élevées en Iran. Nassaji est également le plus ancien club de la région caspienne d'Iran et l'un des plus anciens de tout l'Iran. Nassaji a été promu dans la Persian Gulf Pro League pour la première fois en 2018, ce qui en fait la deuxième équipe de la province de Mazandaran à jouer dans la ligue.

## Historique

### Débuts
La société Nassaji Mazandaran a créé le club à Qaem Shahr en 1959. Nassaji est entré dans la Coupe Qods en 1988 et peu de temps après, il est entré dans la première division de la Ligue Azadegan en 1991 et est resté un concurrent sérieux dans cette division jusqu'en 1995.

### Les années 2000
Nassaji est resté en 2e division jusqu'en 2001 et lorsque la fédération iranienne de football a décidé de créer une ligue professionnelle, la ligue Azadegan est devenue la deuxième plus haute ligue d'Iran. En 2004, Nassaji a été relégué en League 2, la troisième division, mais est promu de nouveau dans la Ligue Azadegan à la fin de la saison 2005-06. Le 3 août 2006, Nasser Hejazi a signé en tant qu'entraîneur-chef de Nassaji pour un contrat d'un an pour la saison 2006-07. Au cours de la saison 2013-14, Nassaji a frôler la promotion pour la Persian Gulf Pro League depuis sa relégation de l'élite en 1995, l'équipe a terminé troisième de son groupe, à une place des play-off de promotion.

### Promotion
Le 29 avril 2018, après une victoire contre Rah Ahan, Nassaji termine à la deuxième place de la Ligue Azadegan et est promu pour la première fois en Persian Gulf Pro League.

## Palmarès
- Coupe d'Iran (1) :
  - Vainqueur : 2022.

- Supercoupe d'Iran :
  - Finaliste : 2022.

## Personnalités du club

### Entraîneurs
| N° | Pays | Nom                   | Période   |
| -- | ---- | --------------------- | --------- |
| 1  |      | Rahim Dastneshan      | 1983-1994 |
| 2  |      | Fereydon Asgarzadeh   | 1994-1995 |
| 3  |      | Abolfazl Mozdastan    | 1994-1995 |
| 4  |      | Rahim Dastneshan      | 1996-1996 |
| 5  |      | Nader Dastneshan      | 1996-2002 |
| 6  |      | Hossein Mesgar Saravi | 2002-2003 |
| 7  |      | Rahim Dastneshan      | 2004-2005 |
| 8  |      | Ebrahim Talebi        | 2005-2006 |
| 9  |      | Nasser Hejazi         | 2006-2007 |
| 10 |      | Morteza Sadeghi       | 2007      |
| 11 |      | Hossein Ghazal Seflou | 2007      |
| 12 |      | Ebrahim Talebi        | 1982-1988 |
| 13 |      | Morteza Sadeghi       | 2007      |
| 14 |      | Hassan Khourdastan    | 2008      |
| 15 |      | Morteza Sadeghi       | 2008      |
| 16 |      | Rahim Dastneshan      | 2008      |
| 17 |      | Esmaeil Esmaeili      | 2008      |
| 18 |      | Nader Dastneshan      | 2009      |
| 19 |      | Reza Forouzani        | 2009      |
| 20 |      | Farhad Kouchakzadeh   | 2009      |

| N° | Pays | Nom                    | Période     |
| -- | ---- | ---------------------- | ----------- |
| 21 |      | Yahya Golmohammadi     | 2010-2011   |
| 22 |      | Esmaeil Esmaeili       | 2012-2013   |
| 23 |      | Younes Geraeili        | 2013        |
| 24 |      | Nader Dastneshan       | 2013-2015   |
| 25 |      | Paulo Alves            | 2015        |
| 26 |      | Kourosh Mousavi        | 2015-2016   |
| 27 |      | Mahmoud Fekri          | 2016        |
| 28 |      | Hossein Mesgar Saravi  | 2016-2017   |
| 29 |      | Saket Elhami           | 2017        |
| 30 |      | Hossein Mesgar Saravi  | 2017        |
| 31 |      | Mehdi Pashazadeh       | 2017        |
| 32 |      | Davoud Mahabadi        | 2017-2018   |
| 33 |      | Javad Nekounam         | 2018        |
| 34 |      | Majid Jalali           | 2019        |
| 35 |      | Mohammad Reza Mohajeri | 2019-2020   |
| 36 |      | Mahmoud Fekri          | 2020        |
| 37 |      | Vahid Fazeli           | 2020-2021   |
| 38 |      | Saket Elhami           | depuis 2021 |

### Anciens joueurs
- Rahman Rezaei
- Alireza Haghighi